# 德雷克特
 德雷克特（英語：Dracut）是美國麻薩諸塞州密德瑟斯郡的一个镇。2016年人口估计3万1352；面积21.36平方英里，其中0.5平方英里为水面。